# Garrett Oliver
Garrett Oliver (Hollis, 29 de julio de 1962) es un cervecero estadounidense y autor de libros de cerveza de Nueva York. Desde 1994, ha trabajado como maestro cervecero en Brooklyn Brewery.

## Orígenes
Oliver creció en Hollis, Queens. Su padre era aficionado a la caza y la cocina. Oliver estudió cine en la Universidad de Boston, y de estudiante organizó conciertos para bandas como R. E. M. y Ramones. Después de graduarse, pasó un año gestionando escenarios para grupos de música en la Universidad de Londres. Luego viajó a Europa, probando cervezas de países como Bélgica, Alemania Occidental y Checoslovaquia. Después regresó a los Estados Unidos en 1983, comenzó a elaborar cerveza casera, mientras trabajaba para HBO y un despacho de abogados de Nueva York.

## Carrera como cervecero
En 1989, Oliver se convirtió en un aprendiz cervecero en Manhattan Brewing Company. En 1993, fue nombrado maestro cervecero de la empresa, que cerró y reabrió dos veces en la década de 1990. En 1994, dejó Manhattan para convertirse en maestro cervecero en Brooklyn Brewery, una posición que ha ostentado desde entonces. Además se ha convertido en socio de la empresa.
Oliver tiene interés en el maridaje de cerveza y cocinar con cerveza, y ha escrito varios libros sobre la materia, como The Brewmaster's Table: Discovering the Pleasures of Real Beer with Real Food (2003). Este interés le ha llevado a involucrarse en el movimiento slow food. También fue editor del Oxford Companion to Beer (2011), y ha sido juez en el Great American Beer Festival.
En mayo de 2012, Garrett Oliver fue el primer galardonado (junto con Bill Taylor) con el título de «Defensor Internacional de la Cerveza» y «Sumiller Honorario de la Academia de la Cerveza». Este título fue otorgado por el Institute of Brewing and Distilling a través de la Academia de la Cerveza (Beer Academy), organización británica que forma y certifica sumilleres de cerveza.